# Гоголадзе, Владимир Омарович
Влади́мир Ома́рович Гогола́дзе (18 августа 1966, Тбилиси, Грузинская ССР, СССР) — советский гимнаст, олимпийский чемпион 1988, заслуженный мастер спорта СССР (1988).

## Спортивные достижения
Олимпийские игры
| Год  | Абсолютное | Командное | Вольные упражнения | Конь | Кольца | Опорный прыжок | Брусья | Перекладина |
| ---- | ---------- | --------- | ------------------ | ---- | ------ | -------------- | ------ | ----------- |
| 1988 | 6 (кв.)    | 1         | 14                 | 22   | 18     | 8              | 13     | 15          |

Выступления на чемпионатах Европы и первенствах СССР:
| Год  | Первенство       | Абсолютное | Командное | Вольные упражнения | Конь | Кольца | Опорный прыжок | Брусья | Перекладина |
| ---- | ---------------- | ---------- | --------- | ------------------ | ---- | ------ | -------------- | ------ | ----------- |
| 1985 | Чемпионат Европы | 3          |           |                    |      |        |                | 3      |             |
| 1985 | Чемпионат СССР   | 2          |           | 6                  |      |        |                | 4      | 2           |
| 1988 | Чемпионат СССР   | 9          |           | 2                  | 3    | 3      | 4              | 4      |             |
| 1989 | Чемпионат СССР   | 16         |           | 4                  | 5    | 7      |                | 2      |             |

## Биография
Тренировался в ДЮСШ «Локомотив» у Арнольда Кветеладзе.
Окончил Тбилисский государственный университет, специализировался по экономике.

## Награды
- Заслуженный мастер спорта СССР (1988).
- Президентский орден «Сияние» (Грузия, 2018)[3]